# The Chaplin Band
The Chaplin Band was een Nederlandse soulband uit Maastricht, die bestond van 1976 tot 1992.
De Zuid-Limburgse band werd opgericht door de gebroeders John en Jo Bartels om in te haken op de opkomende discorage. De eerste plaat
Let's have a party werd gelijk een succes op Hilversum 3 en stond in de winter van 1976-1977 vijf weken in de Nederlandse Top 40 en drie weken in de Nationale Hitparade.
In 1982 had de band, met frontman en zanger Jimmy Soulier (1953 - 2011), een zomerhit met het Italiaanstalige nummer Il Veliero (het Zeilschip), een cover van de Italiaanse zanger Lucio Battisti met als B-kant Dancin' On Town Square. Van deze plaat welke voor een deel instrumentaal was, bestond een korte en een lange 12 inch versie. De plaat behaalde in de Top 40 de 24e positie en stond 11 weken in de lijst.
De plaat werd door dj Frits Spits en producer-invaller Tom Blomberg veel gedraaid in het populaire NOS radioprogramma De Avondspits en werd zodoende een radiohit in de destijds drie landelijke hitlijsten op de nationale publieke popzender Hilversum 3 en stond elf weken genoteerd in de Nederlandse Top 40 met als hoogste notering de 24e positie. In de Nationale Hitparade stond de plaat eveneens elf weken genoteerd met als hoogste notering de 20e positie. In de TROS Top 50 stond de plaat tien weken genoteerd met als hoogste notering eveneens de 20e positie.
In België bereikte de plaat de 16e positie in de voorloper van de Vlaamse Ultratop 50 en de 11e positie in de Vlaamse Radio 2 Top 30. In Wallonië werd géén notering behaald.  
Andere bekende platen waren Gold, Mr.Jock, Love is just a moment away, Madmen's discotheque en Welcome to the party. In deze periode bestond de band naast de gebroeders Bartels verder uit Willy Bronzwaer, Jan Grela, Anton Stahlecker en Walter Nita.